# 1147
Cette page concerne l'année 1147  du calendrier julien.
L'année 1147 est une année commune qui commence un mercredi.

## Événements
- 17 janvier, Espagne : les Almohades sous Abd al-Mumin débarquent au pays d’al-Andalûs et s’emparent de Séville[1]. Au même moment, les chrétiens du comte Manrique de Lara prennent la forteresse de Calatrava pour le compte du roi Alphonse VII[2].

- 15 février, Allemagne : diète de Ratisbonne[3]. Adam d’Ébrach y lit la lettre de Bernard de Clairvaux aux Bavarois et aux Francs orientaux en même temps que la bulle d’Eugène III et lève de nouveaux croisés parmi lesquels le burgrave de Nuremberg et les évêques Henri de Ratisbonne, Rimbert de Passau et Otton de Freising[4].
- 24 février, Allemagne : découverte d’un cadavre de chrétien mutilé à Wurtzbourg[5] ; 21 Juifs, accusés du meurtre, sont massacrés[6].

- 13 mars : diète de Francfort. Les croisés allemands et saxons demandent à Bernard de Clairvaux l’autorisation d’aller combattre les Wendes païns au-delà de l’Elbe et les contraindre au baptême[7].
- 15 mars : Alphonse Ier de Portugal reconquiert Santarém par surprise avec l’aide des Templiers[8]. Il consolide son royaume.
- 23 mars : prise de Marrakech par les Almohades[9], conduit par Abd al-Mumin, fils de Ibn Toumert. Ils assassinent le dernier chef almoravide Ishaq Ben Ali et font de la ville leur capitale après l’avoir pillée. Fin de la conquête almoravide.

- 13 avril : encyclique Divina dispensatione. Le pape Eugène III autorise la croisade allemande contre les Slaves (Wendes) et étend les privilèges de la croisade (indulgence) aux Espagnols qui luttent contre les Maures[10].

- 27 avril : lors du premier chapitre général de l’ordre du Temple à Paris, en présence du roi de France, le pape Eugène III accorde aux Templiers le droit de porter une croix rouge sur leur manteau blanc[11].

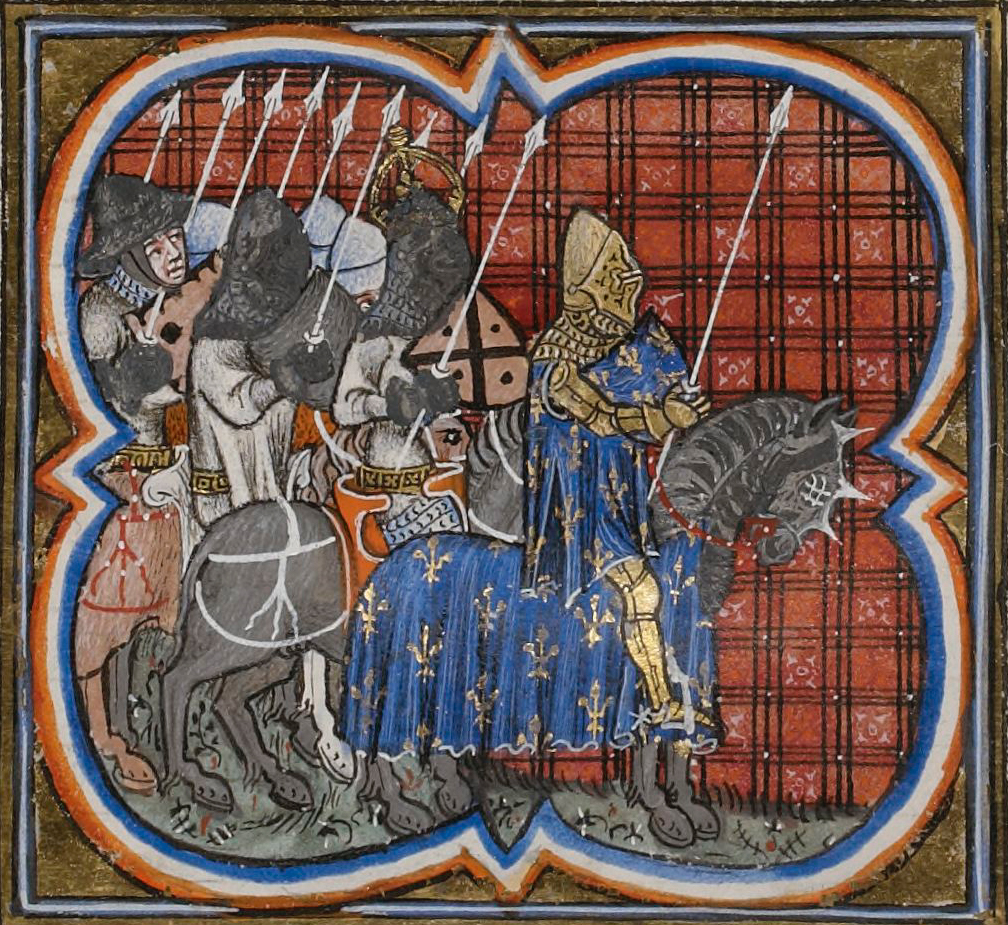
12 juin : départ de la deuxième croisade ordonnée par le pape Eugène III, pour reconquérir Jérusalem (fin en 1149).

- 28 mai, Bamberg : départ de Conrad III pour la deuxième croisade (fin en 1148)[12].

- 12 juin : Louis VII de France et Aliénor se mettent en route, à la tête de trois cents chevaliers et d’une nombreuse armée, grossie peu à peu par plusieurs dizaines de milliers de pèlerins, pour participer à la deuxième croisade ; le 29 juin, il passe Rhin à Worms[3].
  - Louis VII demande l’aide, subvention en argent, à ses vassaux pour financer la croisade[13].
  - Régence de Suger en l’absence de Louis VII de France[14].

- Été : attaque normande de Roger II de Sicile sur Corfou, la Céphalonie, Corinthe, Athènes et Monemvasia. Le pillage de Corinthe et de Thèbes par les Normands et le transfert de leurs ouvriers en Sicile porte un coup fatal à l’industrie byzantine de la soie[15]. En octobre, Manuel Comnène confirme les privilèges commerciaux accordés à Venise par une bulle d’or pour obtenir son alliance contre Roger II[3].
- Juillet :
  - Louis VII traverse la Hongrie[16]. Le prétendant au trône de Hongrie, Boris Kalamanos, fils de Coloman, en lutte contre le roi Géza II de Hongrie, rejoint la croisade de Louis VII qui refuse de l’extrader. Il se rend auprès de l’empereur Manuel Ier Comnène[17].
  - début de la croisade contre les Wendes[18]. Le prince des Abodrites Niklot attaque préventivement Lübeck en juin ; le comte Adolphe II de Holstein réplique en assiégeant sa capitale Dobin ; Niklot accepte d’interdire le culte des idoles et de payer tribut au Holstein, promesse qui sera sans suite. L’armée principale, conduite par Albert l’Ours et le légat du pape Anselme de Havelberg, assiège vainement la place luticienne de Demmin, puis marche sur Stettin, qui s’avère déjà chrétienne, avant de rebrousser chemin à l’automne[19]. Albert l’Ours reprend Havelberg, perdue lors de la révolte slave de 983 et prend pied à l’est de l’Elbe[18].

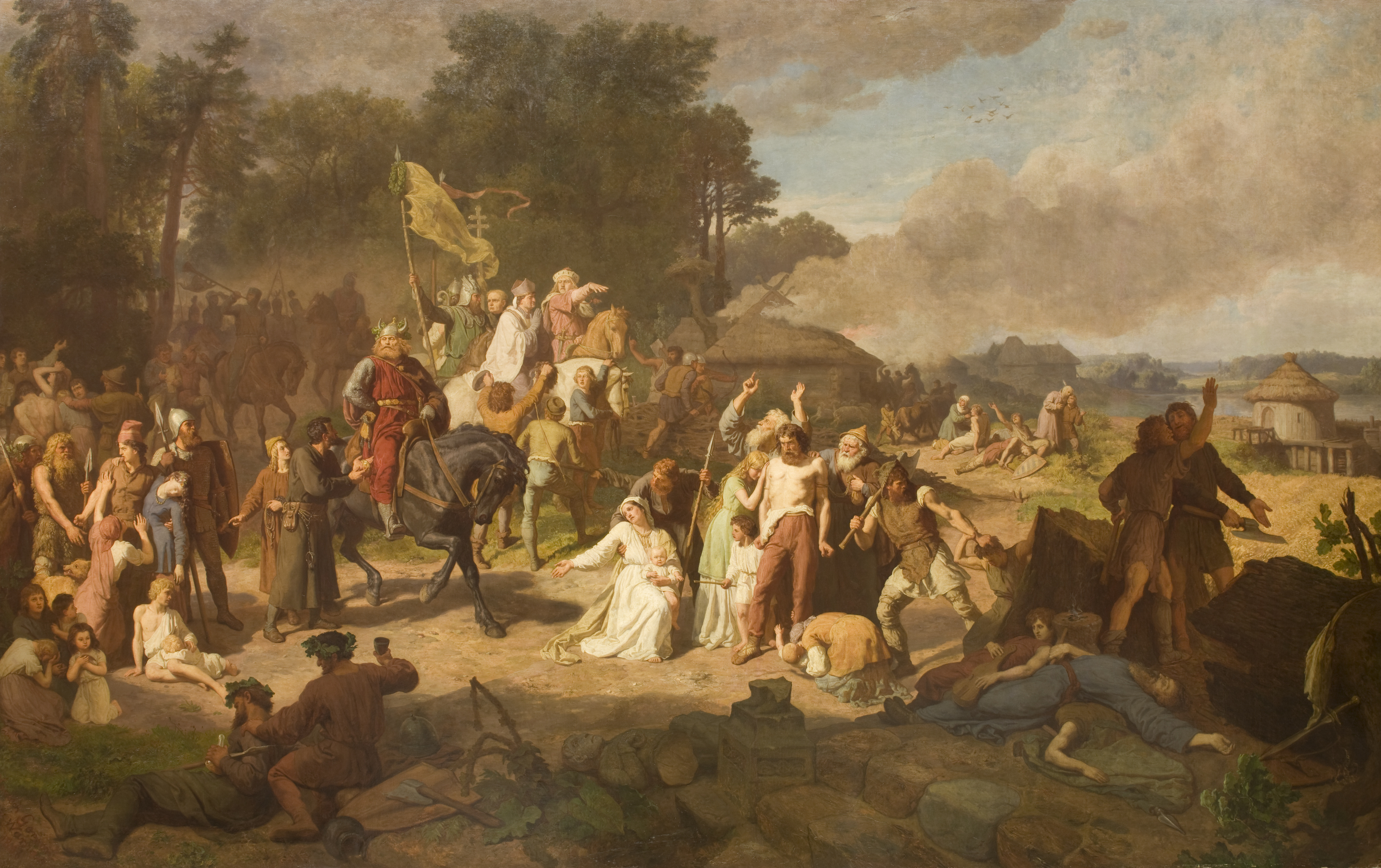
Destruction d’un sanctuaire païen pendant la croisade contre les Wendes, toile de Wojciech Gerson, XIXe siècle.

- 1er juillet - 25 octobre : siège et prise de Lisbonne par Alphonse Ier de Portugal aidé d’une flotte croisée anglo-flamande faisant route vers le Proche-Orient[8].
- 27 juillet[20] : Iziaslav II Mstislavitch fait élire Klim Smoliatitch métropolite de Kiev sans le consentement de Constantinople[21]. Schisme entre la métropole de Kiev et les diocèses de Novgorod, Smolensk, Polotsk et Souzdal.

- Août, Espagne : Alphonse VII prend Baeza[22].

- 8 septembre : l’armée de Conrad III arrive devant les murs de Constantinople[3]. Conrad III, qui n’a pu empêcher les pillages commis par ses forces irrégulières à son entrée dans l’empire byzantin, refuse de prêter le serment d’allégeance à Manuel Comnène ; ses troupes se heurtent à celle du basileus, qui les fait passer en Asie Mineure par le Bosphore avant l’arrivée des Français[13].
- 19 septembre : Igor Olgovitch, devenu moine, est assassiné par les Kiéviens[23].
- 21 septembre : consécration par le pape Eugène III de l'église de l'abbaye de Fontenay, la plus ancienne abbatiale cistercienne conservée[24].

- 4 octobre : l’armée de Louis VII et d’Aliénor arrive à Constantinople ; le roi des Francs rencontre Manuel Comnène aux Blachernes [25].
- 17 octobre : prise d’Almeria par les chrétiens (Castille, Navarre et Aragon unis, avec le concours des flottes de Barcelone, Montpellier, Pise et Gênes)[26].

- 25 octobre :
  - reddition de Lisbonne[8].

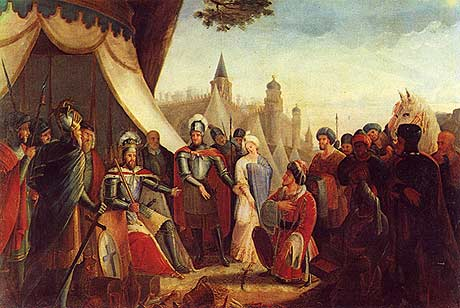
25 octobre : reddition de Lisbonne

  - assassinat de l’évêque mozarabe de Lisbonne par les croisés[27]. Les nouvelles populations rattachées au Portugal sont soit musulmanes, soit chrétiennes (Mozarabes), mais elles partagent les mêmes coutumes et la même langue. Aux yeux des hommes venus du nord, rien ne les distingue. Il faudra l’intervention d’hommes d’Église éminents pour que les Mozarabes ne soient pas réduits en esclavage. L’évêque mozarabe de Lisbonne paie de sa vie cette confusion.
  - la première division allemande est anéantie par les Seldjoukides à la seconde bataille de Dorylée. Conrad III ramène les rescapés à Nicée ; la seconde, conduite par l’évêque Otton de Freising est battu près de Laodicée et les survivants sont massacrés en février 1148 sur la route d’Adalia[28].
- Octobre-novembre : le sultan seldjoukide Sanjar envahit le Khwarezm ; Atsiz, assiégé dans sa forteresse Hazarasp doit rentrer dans sa vassalité[29].
- 1er novembre : l’ancienne mosquée de Lisbonne et consacrée comme cathédrale et le Normand Gilberto de Hastings est sacré évêque[8].
- 28 décembre : l’armée de Louis VII et d’Amédée III de Savoie, rejointe par les contingents survivants de Conrad III, quitte Éphèse et remonte la vallée du Méandre[28].

- Les Jürchen concluent un traité de paix avec les Mongols de Kaboul khan[30].

- Dans des chroniques russes, on fait référence pour la première fois à la ville de Moscou, fondée par Iouri Dolgorouki, fils de Vladimir II Monomaque et prince de Rostov-Souzdal[31].